# Mebonden
Mebonden – wieś w Norwegii, w okręgu Trøndelag, centrum administracyjne gminy Selbu. Leży nad jeziorem Selbusjøen, w pobliżu ujścia rzeki Nei do niego. Mebonden ma powierzchnię 1,26 km² i zamieszkane jest przez 867 mieszkańców (2009). W pobliżu leżą wsie Vikvarvet, Hyttbakken, Innbygda i Trøa.
We wsi znajduje się XII-wieczny kościół w Selbu.